# Baudemont
Baudemont est une commune française située dans le département de Saône-et-Loire en région Bourgogne-Franche-Comté.

## Géographie
Baudemont fait partie du Brionnais.
La commune de Baudemont est située dans le département de Saône-et-Loire, l'arrondissement de Charolles et depuis 2015 dans le nouveau canton  de Chauffailles considérablement agrandi. Elle relevait jusqu'alors du canton de  La Clayette aujourd'hui supprimé. Elle a pour voisines six autres communes. Son périmètre long de plus de 16,6 km enserre un territoire plus étiré en latitude qu'en longitude. C'est avec La Clayette à l'est sur 4 km qu'elle est le plus étroitement soudée. Il n'y a d'ailleurs pas de véritable solution de continuité entre le bourg de la commune et moins encore entre le quartier de la gare et l'agglomération clayettoise à tel point que Baudemont constitue avec La Clayette (et Varennes-sous-Dun) une même unité urbaine. Au nord-est Baudemont confine sur 1,7 km avec Curbigny, au nord sur 2,4 km avec Saint-Symphorien-des-Bois, à l'ouest avec Vareilles sur 2,8 km et Saint-Laurent-en-Brionnais sur 3 km, au sud enfin avec La Chapelle-sous-Dun sur 2,8 km. La superficie de la commune, 7,97 km2, est nettement inférieure à la moyenne des communes du Nord-Est roannais, 13 km2. La plus grande distance interne est du nord au sud de 4,4 km  tandis que d'est en ouest elle n'est que de  2,7 km. Les limites de la commune ne sont que très partiellement naturelles. A l'est cependant le cours du Sornin et de son affluent la Genette lui confère cette particularité sur 2 km et à l'ouest sur 700 m. seulement le cours du petit ru de Petna.
Le territoire de la commune correspond dans l'ensemble à la frange orientale du bombement brionnais dôme ovale surbaissé ou plateau sub-horizontal dont la partie sud occupe l'espace compris entre la Loire et le Sornin . Le relief y est modelé en creux par les petits cours d'eau qui coulent en direction du sud et dont le talweg se trouve en moyenne autour de 360 m. Les altitudes sur les interfluves, inférieures à ce qu'elles sont plus à l'ouest dans le Brionnais, se cantonnent à un niveau à peine supérieur à 400 mètres  l'altitude maximum à Baudemont est de 444 m. Dans ces conditions les pentes sont faibles : du nord au sud la déclivité est inférieure à 0,03 %. Un secteur de dimension très réduite de ce territoire s'individualise au sud-est : en aval de La Clayette le ruisseau de la Genette et après leur confluent le Sornin s'encaissent et le talus de leur rive droite présente des pentes dix fois plus fortes que sur le plateau. L'altitude moyenne du territoire de Baudemont est de 388 mètres.
Le réseau hydrographique de la commune est le fait de la rivière le Sornin et de plusieurs petits ruisseaux. Le plus représentatif de ces cours d'eau au niveau local est le ru de Petna long de 5,3 km qui naît sur la commune de Saint-Symphorien-des-Bois et se termine sur celle de Saint-Laurent-en-Brionnais mais dont le cours est essentiellement compris dans celle de Baudemont dont il traverse du nord au sud la partie occidentale. Les autres cours d'eau intéressant la commune n'y sont présents que marginalement : à l'ouest le ruisseau des Barres la traverse sur ses confins sur 1 km, à l'est la Genette ou ruisseau du Fourneau lui sert pour l'essentiel de limite avec la commune de La Clayette sur plus de 2 km. Le Sornin, rivière authentique, se trouve ici à la charnière de deux parties de son cours ; alors qu'en amont il coulait selon une direction est-ouest il bifurque vers le sud devant Baudemont. Rivière de moyenne montagne, il présente des fluctuations saisonnières de débit très marquées, comme bien souvent dans l'Est de la France, avec des hautes eaux d'hiver et de printemps et ses crues peuvent être très importantes. Il reste cependant quelque peu étranger à la commune dont il ne longe le territoire au sud-est que sur 600 m.
La structure et le relief de l'espace baudemontois trouvent leur explication dans la géologie. Les 9/10 de cet espace sont formés de terrains d'âge secondaire calcaires, marne et grès localement ouverts de formations d'altération et dont le substrat est parcouru de failles orientés surtout nord-sud. L'une de ces failles dans le Sud-Est de la commune met en contact la zone sédimentaire avec le socle cristallin qui affleure sur la rive droite du Sornin sous l'aspect du micro-granite.
La commune est très faiblement boisée. La modestie des altitudes, la modération du climat et les qualités pédologiques des sols ont conjugué leurs effets pour déterminer un défrichement précoce et généralisé des surfaces. Les quelque 14,3 hectares forestiers aux essences mélangées lui confèrent le faible taux de boisement de 1,81 % sans commune mesure avec celui de la proche montagne beaujolaise (63 % à Ranchal à 15 km de là). Les rares placages forestiers sont le dans le Bois Grillet au centre de la commune et surtout sur le talus cristallin dominant le Sornin.
Baudemont très liée à la vie de relations en raison notamment de son étroite proximité avec ce petit  entre régional qu'est La Clayette n'est pourtant desservie que par deux routes départementales dont le kilométrage total dans la commune n'est que de 4 km. L'une la départementale 985 est une voie activement fréquentée reliant Chauffailles à Charolles par La Clayette selon une direction méridienne ; si elle apparaît marginale dans la commune ne lui servant que de limite avec La Clayette  sur 1 km dans la vallée de la Genette elle constitue pourtant une artère essentielle de la voirie baudemontoise ; c'est la route des Forges une dénomination qui révèle sa proximité avec les activités économiques de la commune. La seconde route départementale intéressant la commune est la D 989. Elle s'embranche sur la précédente à l'entrée sud de l'agglomération de La Clayette, passe derrière la gare ferroviaire et s'élève en direction du bourg qu'au bout d'un kilomètre elle finit par longer en le contournant par le sud. Elle poursuit en direction de Vareilles, descend dans le vallon du ru de Petna et finit par quitter la commune au bout de 3 km de tracé. Moins passante que la D 985 elle assure pourtant une liaison essentielle dans le Brionnais entre La Clayette et Marcigny par Saint-Christophe-en-Brionnais et Semur. D'autre part et comme c'est courant dans les localités rurales de nos jours un réseau dense de chemins ruraux asphaltés relie au bourg les hameaux de la commune. Privilégiée par rapport à bien des communes du Nord-Est roannais Baudemont a un accès direct au chemin de fer puisque la gare  La Clayette-Baudemont se trouve sur son territoire. La ligne ferroviaire reliant Lyon à Paray-le-Monial traverse la commune sur 1,5 km en suivant le cours de la Genette. Plusieurs trains circulant dans les deux sens s'arrêtent chaque jour dans cette gare. La ligne TGV de Paris à Marseille peut être rejointe en direction du nord à la gare de Montchanin-le-Creusot distante de 70 km de Baudemont et en direction du sud à la gare de Lyon-La Part-Dieu à 93 km. L'aéroport le plus proche, celui de Lyon-Saint-Exupéry, se trouve à 127 km de la commune.
Baudemont subit naturellement l'attraction immédiate de La Clayette petite cité commerçante dont l'agglomération inclut la commune. Dans un cadre spatial plus étendu Roanne distant de 40 km et où conduit facilement la pente au sein du bassin du Sornin exerce une influence qui se fait sentir dans les domaines commercial, culturel, sanitaire mais on est ici en limite de sa zone de rayonnement. Mâcon plus éloignée que Roanne (57 km) mais chef-lieu du département auquel appartient Baudemont vient empiéter sur la zone d'attraction de la sous-préfecture ligérienne. La petite ville de Paray-le-Monial  bénéficie de sa relative proximité (28 km) et l'attraction de ses commerces et de son hôpital n'est pas négligeable.
Enfin le rôle de la métropole régionale rhônalpine, Lyon, qui ne se trouve qu'à 93 km de la commune est considérable dans les habitudes sociales des Baudemontois éclipsant celui de Dijon trop éloigné -160 km - de ce coin périphérique de l'espace bourguignon.
La commune  de Baudemont appartient à une région dont le paysage rural est le bocage caractérisé par une forte dispersion de l'habitat ; les écarts y sont nombreux et le bourg ne rassemble généralement qu'une fraction assez limitée de la population. Le territoire municipal est ainsi parsemé de simples écarts constitués d'un petit nombre de maisons mais aussi de hameaux groupant un nombre d'habitations plus considérable. Plus de 80 lieuxdits sont répartis sur le territoire municipal de Baudemont. Les plus représentatifs sont du nord au sud : Valiesse, les Grands Buissons, les Theurets, les Theurots, le Vieux Bourg, En Vèvre, le Pelon, le Paradis, les Abcès, Verfay, Sous le Bois, les Tonnelières, Merloux, la Boudure, Mérange, En Bayard, les Crouzes, Grange Gothard, le Fromental, la Place, les Crottes, la Sarrandière. Aux portes de La Clayette  le quartier de la Gare-le Pont réunit à la fois des habitations et des locaux industriels et commerciaux. L'agglomération centrale constitue un bourg organisé en ordre lâche ensemble de quartiers et de faubourgs comme le Spey, les Echaisses, la Fontaine et les Béluses. Plusieurs noms de lieux s'attachent à des secteurs non habités comme le Champ Vert, les Terres du Bois, Bois Grillet, les Prés de la Bourdonne, Pré de l'Enfer, les Panisseries, Prés Sigoniens, les Gaudrilles, En Charmont. L'INSEE  ne fournit plus le nombre d'habitants agglomérés d'une commune. En 1975 à une date où le chiffre était disponible 116 personnes vivaient dans le bourg de Baudemont l'ensemble de la commune étant alors peuplé de 627 habitants ; la population agglomérée au chef-lieu représentait ainsi 18,5 % du total. En extrapolant et en se basant sur les données de 1975 (avec ce qu'il peut y avoir d'aléatoire dans cette démarche) on peut estimer qu'en 2017 sur les 640 h. de la commune la population agglomérée peut représenter un peu moins de 20 % de la population de la commune.
L'histoire démographique de la commune présente un décalage par rapport à l'évolution de la population dans la plupart des localités rurales de la région depuis deux siècles. Cette évolution s'est déroulée ailleurs le plus souvent en trois phases ; la première couvrant la période 1800-1850 ou 1800-1875 marquée par une forte croissance de la population, la seconde généralement longue d'un siècle caractérisée par une érosion démographique importante parfois spectaculaire, la troisième qui a vu une notable reprise de la croissance depuis les plus récentes décennies. Si les causes qui ont déterminé l'existence de plusieurs phases dans l'histoire démographique de la commune sont pour une bonne part identiques à celles qui se sont manifestées dans les campagnes de la région en général du moins n'y a t-il pas concordance avec le déroulement de cette histoire telle que décrite ci-dessus en ce qui concerne tant le nombre de phases que les dates initiales et finales et la durée de chacune d'elles. La première moitié du XIXe siècle a certes connu à Baudemont comme ailleurs une croissance de la population due au maintien d'une forte natalité au sein d'une société paysanne mais qui s'est révélée ici très modérée et irrégulière (542 h. en 1800 560 en 1851) . Ensuite la première moitié du XIXe siècle s'est caractérisée par une stagnation (519 h. en 1856, 518 en 1896) plutôt que par le déclin qu'ont connu au même moment les campagnes de la région en général. Plus tard si l'exode rural s'est manifesté pendant les premières décennies du XXe siècle il n'a eu que des effets limités dans la commune pendant cette période (baisse de 25 % en 40 ans - 1896-1936 - alors que certaines communautés de la région ont perdu les 2/3 de leurs habitants). Plus récemment une reprise de la croissance démographique s'est opérée à partir du milieu du XIXe à l'instar de ce qui s'est passé dans d'autres localités rurales de la région mais elle a tourné court à partir de l'an deux mil tandis qu' ailleurs elle s'est dans la plupart des cas poursuivie jusqu'à l'heure actuelle. La population municipale était en 2017 de 640 personnes.
Si la plus grande partie de son territoire relève du monde rural Baudemont participe aussi sur ses marges orientales de l'espace péri-urbain et cette dualité transparaît dans ses activités économiques ; en simplifiant : l'agriculture et l'artisanat dans le rural, le commerce de gros et l'industrie dans le péri-urbain. En dépit d'une régression de la part prise par l'agriculture par rapport à l'ensemble des activités économiques, phénomène commun aux campagnes de la région, ce secteur reste bien représenté à Baudemont. Le nombre des exploitations s'y est certes considérablement réduit au cours des dernières décennies; il y en avait 20 en 1988, 11 en 2000, 8 en 2010, il en reste 6 actuellement. On compte ainsi dans la commune une exploitation pour 106  habitants soit une proportion cependant plus faible que dans certaines communes environnantes (1 pour 49 à Chassigny-sous-Dun, 1 pour 88 à La Chapelle-sous-Dun). La surface agricole utile totale - 695 ha - est aujourd'hui supérieure à ce qu'elle était précédemment et représente 87 % de la superficie de la commune soit une proportion plus forte que  celle de  Chassigny-sous-Dun (80 %) ou de La Chapelle-sous-Dun (67,5 %). La pédologie et le climat expliquent la part écrasante des herbages : (684 ha soit 87 % de la SAU)  ne laissant aux labours que la surface minime de 11,5 ha. Cinq des six entreprises agricoles de la commune pratiquent l'élevage bovin de race charolaise en vue de la production de viande, activité conforme à la spécialité dominante dans la région. L'une d'elles se situe au lieudit Valesse, une autre au Vieux Bourg, un autre encore au lieudit la Boudure, le siège des deux autres étant pour l'une à Grange Gothard pour l'autre à la Sarrandière. Le cheptel a connu de fortes fluctuations depuis 30 ans. Il s'élevait à 354 têtes de bétail en 1988, 652 en 2000, 481 en 2010. D'autre part existe à Moulin Bayard une ferme produisant des légumes.
Des entreprises artisanales sont réparties à l'intérieur du territoire communal : une menuiserie, un garage de mécanique auto et un atelier de couture au bourg, une entreprise de maçonnerie au lieudit les Abcès, un électricien à la Boudure et un paysagiste au Vieux Bourg. Une société industrielle de forge et estampage est installée sur la voie que la tradition métallurgique a fait appeler Route des Forges ou est implantée également une entreprise d'électricité générale vendant aussi des téléviseurs et des appareils électroménager. Si le commerce de détail en boutique est absent de la commune, le négoce de gros est représenté par un magasin de ventes de matériaux et outillages dans le quartier de la gare, une société vendant des boissons sise route des Forges ainsi que deux négoces de bestiaux l'un au lieudit les Grands Buissons l'autre à Grange Gothard. Sur le site de la Grande Prairie une entreprise vend au détail du charbon et d'autres combustibles et assure un service de pompes funèbres. Le domaine des services est illustré par une clinique vétérinaire dans la zone de la Grande Prairie, et au bourg  une auberge et une coiffeuse à domicile.

### Écarts et lieux-dits
- la Boudure ;
- Merloux ;
- le Vieux-Bourg
- Grange Gothard ;
- les Béluses ;
- les Theurets ;
- Mérange ;
- Verfay, anciennement le Fay, possession de l'ordre de Saint-Jean de Jérusalem, membre de la commanderie de Mâcon au grand prieuré d'Auvergne jusqu'à la Révolution française[5],[6],[7].

### Climat
Pour des articles plus généraux, voir Climat de la Bourgogne-Franche-Comté et Climat de Saône-et-Loire.
En 2010, le climat de la commune est de type climat océanique dégradé des plaines du Centre et du Nord, selon une étude du Centre national de la recherche scientifique s'appuyant sur une série de données couvrant la période 1971-2000. En 2020, Météo-France publie une typologie des climats de la France métropolitaine dans laquelle la commune est exposée à un climat de montagne ou de marges de montagne et est dans la région climatique Centre et contreforts nord du Massif Central, caractérisée par un air sec en été et un bon ensoleillement.
Pour la période 1971-2000, la température annuelle moyenne est de 10,4 °C, avec une amplitude thermique annuelle de 16,8 °C. Le cumul annuel moyen de précipitations est de 920 mm, avec 12 jours de précipitations en janvier et 7,7 jours en juillet. Pour la période 1991-2020, la température moyenne annuelle observée sur la station météorologique de Météo-France la plus proche, « Briant », sur la commune de Briant à 11 km à vol d'oiseau, est de 11,7 °C et le cumul annuel moyen de précipitations est de 930,7 mm. 
La température maximale relevée sur cette station est de 40 °C, atteinte le 12 août 2003 ; la température minimale est de −14,7 °C, atteinte le 31 décembre 1996,,.
Les paramètres climatiques de la commune ont été estimés pour le milieu du siècle (2041-2070) selon différents scénarios d'émission de gaz à effet de serre à partir des nouvelles projections climatiques de référence DRIAS-2020. Ils sont consultables sur un site dédié publié par Météo-France en novembre 2022.

## Urbanisme

### Typologie
Au 1er janvier 2024, Baudemont est catégorisée commune rurale à habitat dispersé, selon la nouvelle grille communale de densité à sept niveaux définie par l'Insee en 2022.
Elle appartient à l'unité urbaine de La Clayette, une agglomération intra-départementale regroupant trois  communes, dont elle est une commune de la banlieue,,. La commune est en outre hors attraction des villes,.

### Occupation des sols
L'occupation des sols de la commune, telle qu'elle ressort de la base de données européenne d’occupation biophysique des sols Corine Land Cover (CLC), est marquée par l'importance des territoires agricoles (87 % en 2018), en diminution par rapport à 1990 (89,7 %). La répartition détaillée en 2018 est la suivante : prairies (85,5 %), zones urbanisées (7 %), zones industrielles ou commerciales et réseaux de communication (4 %), forêts (2 %), zones agricoles hétérogènes (1,5 %). L'évolution de l’occupation des sols de la commune et de ses infrastructures peut être observée sur les différentes représentations cartographiques du territoire : la carte de Cassini (XVIIIe siècle), la carte d'état-major (1820-1866) et les cartes ou photos aériennes de l'IGN pour la période actuelle (1950 à aujourd'hui).

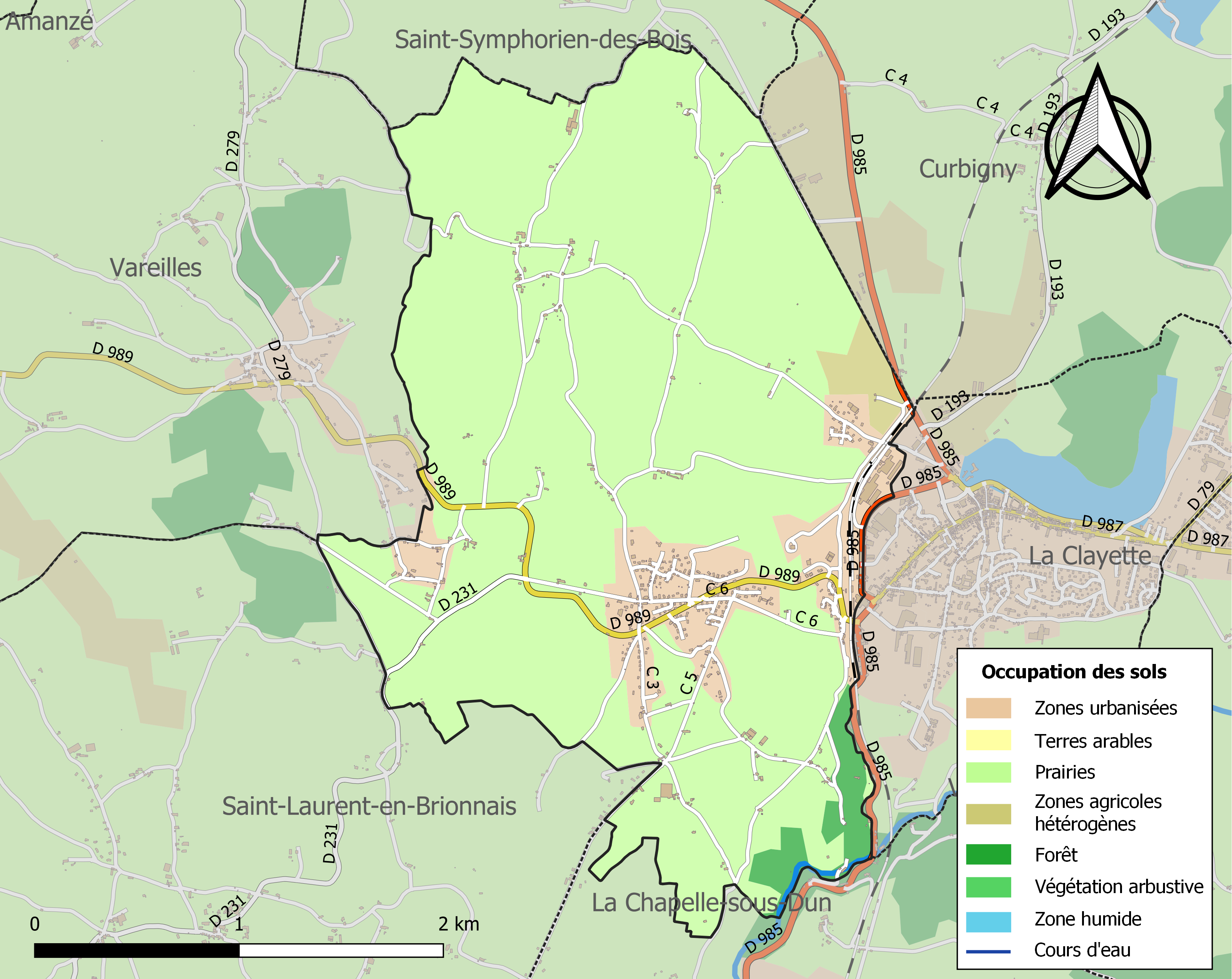
Carte des infrastructures et de l'occupation des sols de la commune en 2018 (CLC).

## Histoire
Au XVe siècle la paroisse se nomme Chassigny-en-Brionnais jusqu'en 1666, tandis que la paroisse voisine s'appelait Chassigny-la-Garde ou Chassigny-sous-Dun, puis, on donne à la commune le nom d'un hameau voisin situé sur la hauteur, dominé par le château féodal de Baudemont. Baudemont dépendait de la province de Lugdunum (Lyon), et du pagus d'Autun. Vers l'an 413 le pays fut conquis par les Burgondes, puis en 534 par les Francs.
Louis IX transforme le Mâconnais en bailliage et lui ajoute le Beaujolais et une partie de la Bourgogne. Le bailliage est divisé en prévôtés ; Baudemont appartint à la prévôté de Bois-Sainte-Marie.
Lors de la période révolutionnaire Baudemont fait partie du département de Saône-et-Loire, du district de Marcigny et du canton de La Clayette.
Le 1er janvier 2013, la commune a rejoint la communauté de communes du pays clayettois, devenue communauté de communes La Clayette Chauffailles en Brionnais depuis le 1er janvier 2017.

### Seigneurie deLa Bazolleset les Hospitaliers
Au Moyen Âge Baudemont est partagée entre deux seigneurs suzerains le premier, le seigneur de la Bazolle, possédait au vieux bourg un château flanqué d'une  tour fortifiée, et l'autre était le commandeur des Hospitaliers de l'ordre de Saint-Jean de Jérusalem qui détenait la cure (paroisse) et qui possédait également une tour fortifiée au hameau de Fay (Verfay). Ces édifices se sont écroulés au XIXe siècle.

## Toponymie
- Baudemont : Baudemunt (1196), Bodemont (1746), Boidemont (1793), Bosdemont (carte de Cassini, État-Major), .
- Mérange : Mirengias (974).
- Verfay : Le Fay (Cassini), Vesfay (État-Major)

Nom d'origine burgonde composé de bald (a), « le hardi » et munds, « la protection » signifiant « la protection du hardi »[réf. à confirmer]. Jean-Marie Cassagne et Mariola Korsak écrivent que Baudemont vient du latin boscus (bois) et mons (colline).
Baudemont est aussi une grande famille française.

## Politique et administration
| Période                                  | Période   | Identité              | Étiquette | Qualité          |
| ---------------------------------------- | --------- | --------------------- | --------- | ---------------- |
| mars 2001                                | mars 2015 | Jean-Claude Desquines |           | Employé Michelin |
| mars 2015                                | en cours  | Robert Thomas         |           |                  |
| Les données manquantes sont à compléter. |           |                       |           |                  |

## Démographie
L'évolution du nombre d'habitants est connue à travers les recensements de la population effectués dans la commune depuis 1793. Pour les communes de moins de 10 000 habitants, une enquête de recensement portant sur toute la population est réalisée tous les cinq ans, les populations de référence des années intermédiaires étant quant à elles estimées par interpolation ou extrapolation. Pour la commune, le premier recensement exhaustif entrant dans le cadre du nouveau dispositif a été réalisé en 2004.

En 2022, la commune comptait 627 habitants, en évolution de −3,09 % par rapport à 2016 (Saône-et-Loire : −1,06 %, France hors Mayotte : +2,11 %).
| 1793 | 1800 | 1806 | 1821 | 1831 | 1836 | 1841 | 1846 | 1851 |
| ---- | ---- | ---- | ---- | ---- | ---- | ---- | ---- | ---- |
| 509  | 542  | 522  | 476  | 477  | 535  | 549  | 549  | 560  |

| 1856 | 1861 | 1866 | 1872 | 1876 | 1881 | 1886 | 1891 | 1896 |
| ---- | ---- | ---- | ---- | ---- | ---- | ---- | ---- | ---- |
| 519  | 481  | 460  | 472  | 499  | 484  | 476  | 484  | 518  |

| 1901 | 1906 | 1911 | 1921 | 1926 | 1931 | 1936 | 1946 | 1954 |
| ---- | ---- | ---- | ---- | ---- | ---- | ---- | ---- | ---- |
| 506  | 507  | 458  | 401  | 421  | 415  | 389  | 450  | 396  |

| 1962 | 1968 | 1975 | 1982 | 1990 | 1999 | 2004 | 2006 | 2009 |
| ---- | ---- | ---- | ---- | ---- | ---- | ---- | ---- | ---- |
| 431  | 518  | 627  | 655  | 641  | 708  | 692  | 698  | 678  |

| 2014 | 2019 | 2022 | - | - | - | - | - | - |
| ---- | ---- | ---- | - | - | - | - | - | - |
| 651  | 625  | 627  | - | - | - | - | - | - |

## Culture locale et patrimoine

### Lieux et monuments

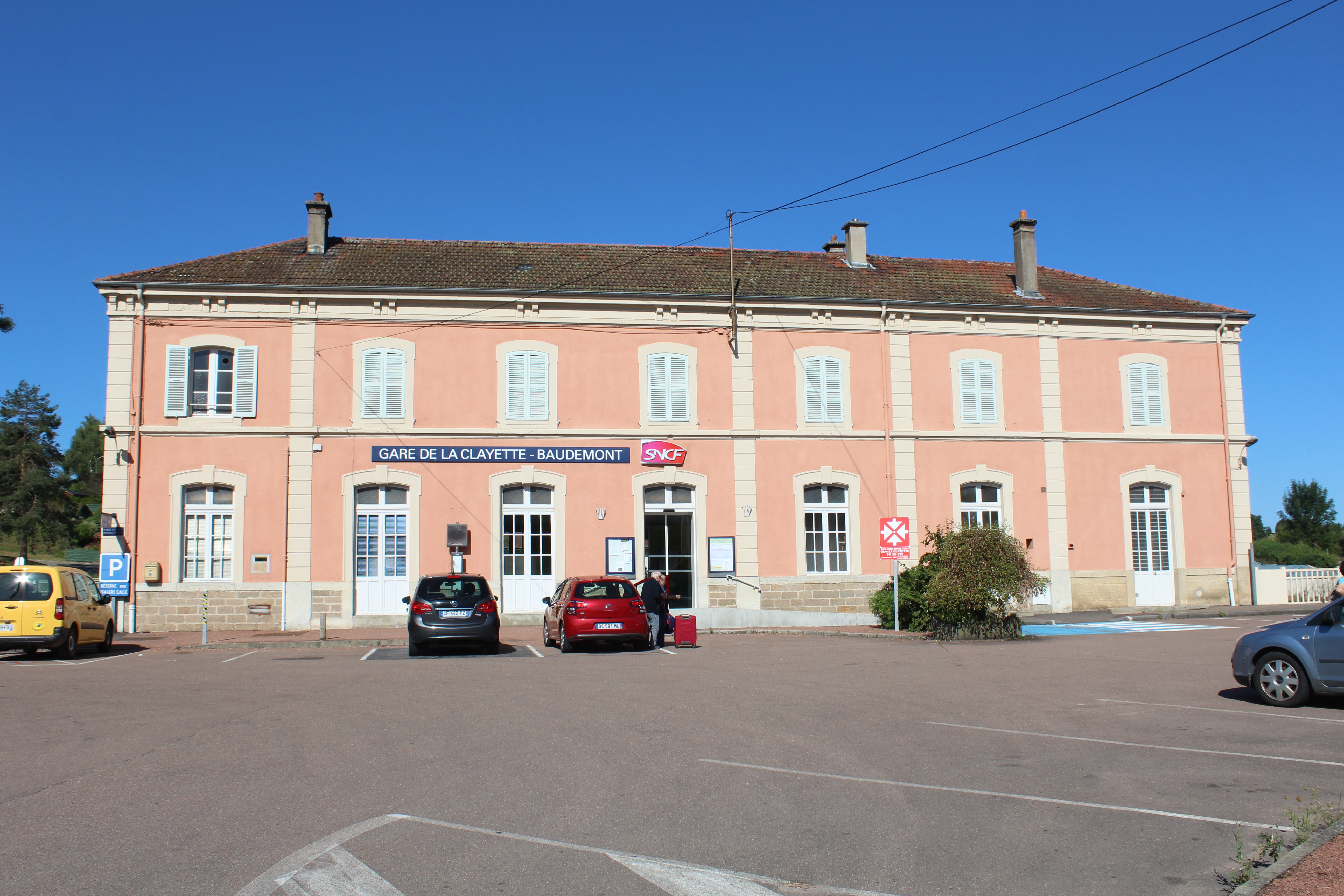
Gare de La Clayette - Baudemont.

- L'église, qui date de 1866 et a été construite, sur un emplacement donné par le marquis de Noblet, d'après des plans dressés par l'architecte A. Berthier (de Mâcon)[32]. L'ancienne église de Baudemont, disparue vers 1860, était du XIIe siècle, de style roman avec une chapelle latérale d'architecture gothique[réf. nécessaire].
- une croix de mission, élevée en 1894 (donateur : E. Vadon) ;
- le lavoir Phalendon (ou Pholandon), dans lequel, dit la tradition, les femmes stériles désireuses d'un enfant se baignaient à minuit les soirs de pleine lune[33].
- Gare de La Clayette - Baudemont
- La tour du Paradis, sur le bord de l'ancien chemin reliant Baudemont à La Clayette, cette tour était probablement un poste de guetteur avancé pour le château de La Clayette[34].